# 白鳥號列車
- 關於新青森站–函館站之間運行的「超級白鳥」及「白鳥」特急列車，請見「超級白鳥號列車」。
- 關於秋田站–青森站–鮫站運行的「白鳥」列車，請見「津輕號列車」。
- 關於日本于1979年发射的天文观测卫星，請見「白鸟号卫星」。

白鳥號列車（日语：／ Hakuchō）是東日本旅客鐵道（JR東日本）和西日本旅客鐵道（JR西日本）在大阪至青森、直江津至上野之間，營運行駛的特別急行列車，2001年已經廢止。